# William Adams

William Adams

William Adams, född 24 september 1564, död 16 maj 1620 var en engelsk lots som år 1600 nådde Japan och blev, så vitt man vet, den förste engelsmannen att besöka Japan. Adams liv är inspirationskällan till karaktären John Blackthorne, huvudperson i romanen Shogun samt TV-serien med samma namn.

## Biografi
Adams föddes i Gillingham, Kent. Efter att fadern avled tillbringade han de kommande 12 åren som lärling på ett skeppsvarv och skaffade sig där ingående kunskaper om skeppsbygge, navigation och astronomi. Därefter tog han värvning i Royal Navy, engelska flottan, och deltog i kampen mot den spanska armadan år 1588.
Efter en 19 månaders lång färd på havet (där många besättningsmän dukade under) och som startade i nuvarande Nederländerna nåddes slutligen Japan i april år 1600. Adams och de överlevande besättningsmedlemmarna togs till fånga och fördes till länsherren Tokugawa Ieyasu som senare samma år skulle bli utnämnd till shogun, det vill säga Japans högste militäre befälhavare och envåldshärskare. Missionerande jesuiter ville att Adams och hans besättning skulle bli dömda till döden som pirater och kättare eftersom Adams var protestant, men efter en kortare tids fångenskap beslutade sig Tokugawa Ieyasu för att släppa dem fria. Han var både i konflikt med de katolska jesuiterna och involverad i en maktkamp med andra länsherrar som snart mynnade ut i ett inbördeskrig och han ansåg att Adams stora kunskaper i skeppsbyggen, navigation och de politiska och religiösa förhållandena i Europa var användbara.
Istället för att bli avrättad blev Adams istället en viktig rådgivare åt den framtida shogunen. Han fick privilegier och blev som första utlänning utnämnd till samuraj. År 1604 beordrades han att bygga en flotta med europeiska krigsfartyg. Han lyckades och fick efter det tillstånd att besöka shogunens palats när han ville vilket inte vem som helst fick. Först 1613 beviljades han emellertid tillstånd att lämna Japan. Adams hade emellertid sedan länge acklimatiserat sig väl i det japanska samhället och stannade i Japan livet ut. Under 1610-talet genomförde han flera sjöexpeditioner i Ost och Sydostasien.

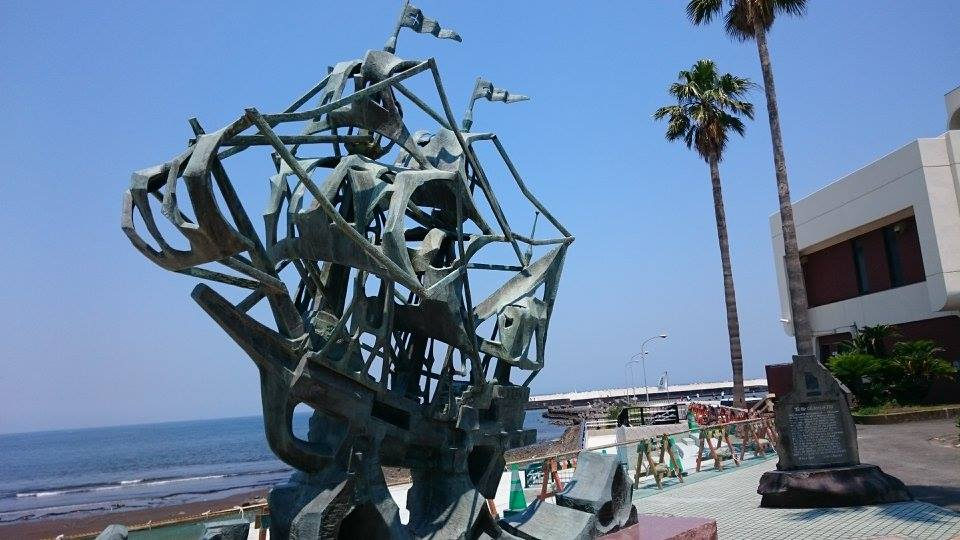
Monument över William Adams i Ito.

Adams är begravd i Tokyo.